# Liberdade e Democracia Direta
O Liberdade e Democracia Direta (em tcheco/checo: Svoboda a přímá demokracie), mais conhecido pelo acrónimo SPD, é um partido político checo fundado em 13 de junho de 2013 sob a denominação original Aurora da Democracia Direta (em tcheco/checo: Úsvit přímé demokracie). Liderado desde seus primórdios por Tomio Okamura, o partido destaca-se pelo seu posicionamento claramente eurocético e nacionalista, bem como, pela sua retórica contra os imigrantes e contra o Islão.
A nível internacional, o partido tem relações próximas com o francês Reagrupamento Nacional, algo provado pelo apoio público que sua líder, Marine Le Pen, deu ao SPD para as eleições legislativas de 2017. No referido pleito, o partido foi uma das surpresas eleitorais após obter 10,64% dos votos válidos e eleger 22 representantes para a Câmara dos Deputados.

## Resultados eleitorais

### Eleições legislativas
| Data | CI. | Votos   | %           | +/-  | Assentos | +/-  | Status   |
| ---- | --- | ------- | ----------- | ---- | -------- | ---- | -------- |
| 2013 | 6.º | 342 339 | 6,89 / 100  | Novo | 14 / 200 | Novo | Oposição |
| 2017 | 4.º | 538 574 | 10,64 / 100 | 3,75 | 22 / 200 | 8    | Oposição |
| 2021 | 4.º | 513 910 | 9,56 / 100  | 1,08 | 20 / 200 | 2    | Oposição |

### Eleições europeias
| Data | CI.  | Votos   | %          | +/-  | Deputados | +/-  |
| ---- | ---- | ------- | ---------- | ---- | --------- | ---- |
| 2014 | 10.º | 47 306  | 3,12 / 100 | Novo | 0 / 21    | Novo |
| 2019 | 5.º  | 216 718 | 9,14 / 100 | 6,02 | 2 / 21    | 2    |